# Comuna Kobrînova Hreblea, Talne
Kobrînova Hreblea (în ucraineană Кобринова Гребля) este o comună în raionul Talne, regiunea Cerkasî, Ucraina, formată din satele Antonivka și Kobrînova Hreblea (reședința).

## Demografie
Componența lingvistică a comunei Kobrînova Hreblea
     Ucraineană (98,5%)
     Rusă (1,38%)
     Alte limbi (0,12%)
Conform recensământului din 2001, majoritatea populației comunei Kobrînova Hreblea era vorbitoare de ucraineană (98,5%), existând în minoritate și vorbitori de rusă (1,38%).